# بيت بشير (النادرة)

تعديل مصدري - تعديل

بيت بشير هي إحدى قرى عزلة الشرنمه العليا بمديرية النادرة التابعة لمحافظة إب، بلغ تعداد سكانها 1794 نسمة حسب تعداد اليمن لعام 2004.